# Funtoo Linux
Funtoo Linux è una distribuzione derivata da Gentoo Linux, nata nel 2008 da Daniel Robbins.

## Storia
All'inizio del 2008, il fondatore di Gentoo Daniel Robbins ha proposto di risolvere i problemi della Fondazione Gentoo. Ma lui aveva lasciato il progetto nel 2004, e le sue proposte furono rifiutate. Il progetto Funtoo ed il sistema operativo Funtoo Linux sono nati come un'iniziativa di implementare la sua visione nel sistema Gentoo.

## Caratteristiche
Funtoo Linux è un sistema operativo basato sul codice sorgente derivato da Gentoo Linux, quindi una distribuzione GNU/Linux. Il suo sviluppo è discusso via IRC e tramite una mailing list. Le modifiche sono a volte annunciate precedentemente e pubblicate attraverso un Atom feed.

### Tecnologie utilizzate
Funtoo, oltre all'uso di UTF-8 nativo predefinito, include:

#### Git
Funtoo usa Git per archiviare l'albero software di Portage.

#### Metro
Metro è un pacchetto software per creare "stages" utilizzati nell'installazione di Funtoo Linux.

#### boot-update
boot-update fornisce un meccanismo unificato per configurare le versioni di GNU GRUB2 e del boot loader GRUB Legacy.

#### Uso delle reti
Funtoo possiede un proprio sistema di reti per aiutare gli utenti a semplificare la creazione di complesse interfacce di rete basate su profili preimpostati.

### Kernel
Nonostante Funtoo Linux sia una distribuzione basata sui sorgenti, è possibile usare una versione del kernel Linux precompilata. Funtoo non incoraggia l'uso del kernel di Sabayon; comunque, con molti miglioramenti al design del sistema e al processo di inizializzazione, è possibile caricare kernel binari di una distribuzione preferita la quale usa kernel precompilati e precofigurati. Per esempio la versione 3.2.0-17-generic del kernel Linux di Ubuntu è stata testata e funziona. Ciò può aiutare coloro che vogliono evitare la compilazione di kernel personalizzati.